# Calliscelio marlattii
Calliscelio marlattii är en stekelart som först beskrevs av William Harris Ashmead 1893.  Calliscelio marlattii ingår i släktet Calliscelio och familjen Scelionidae. Inga underarter finns listade.